# Les illuminations
Les illuminations is een compositie van Benjamin Britten.

## Geschiedenis
Illuminations is een poëziebundel van Arthur Rimbaud bestaande uit 57 prozagedichten. Rimbaud schreef ze in de jaren 1873, 1874 en 1875. Maar vanaf 1875 zette Rimbaud geen pen meer op papier, maar wilde als “gewone” arbeider door het leven gaan. Dat “gewone” leven bestond echter voornamelijk uit reizen. W.H. Auden (leverancier van het libretto van Paul Bunyan) had Britten gewezen op de bijzondere gedichten die voor het eerst in 1886 in gedrukte vorm op de markt kwamen. Britten begon met Marine en Being beauteous en had deze toonzettingen in maart 1939 al klaar. Ze werden op 21 april 1939 (Being beauteous) en 17 augustus 1939 (Marine) al gezongen als aparte liederen door Sophie Wyss. Vlak daarna legde hij de liederencyclus in wording in de kast, want hij wilde zijn vioolconcert voltooien. Ondertussen vertrok op 29 april 1939 Britten met Peter Pears naar de Verenigde Staten. Zij werden uitgezwaaid door Ethel en Frank Bridge. In juni 1939 was Bitten zo ver dat hij zijn uitgeverij berichtte dat hij een liederencyclus van zeven gedichten aan het afronden was. Uiteindelijk “voltooide” hij Les illuminations als een tiendelig werk in Amity Ville (Long Island) in oktober 1939; vier verzen bleven als muzikale schets achter en belandden in de la. Op 30 januari 1940 is het dan zo ver; de gehele cyclus in 10 delen werd uitgevoerd door Wyss met het Boyd Neel Orchestra, genoemd naar orkestleider Boyd Neel. Britten woonde toen samen (letterlijk en figuurlijk) met Pears in New York. Het duurde meer dan een jaar om de liederencyclus uitgevoerd te krijgen in de Verenigde Staten. Pas op 18 mei 1941 werd toestemming gegeven door de Muziekvakbond om Britten het werk zelf te dirigeren (Amerikaanse musici gingen eigenlijk voor). Samen met Pears gaf hij de uitvoering met het CBS Symphony Orchestra.

## Muziek
Les illuminations bestaat dus oorspronkelijk uit 10 delen:

- I. Fanfare (met de openingstekst J’ai seul la clef de cette parade sauvage: Alleen ik heb de sleutel tot deze wilde optocht)
- II. Villes
- IIIa. Phrases
- IIIb. Antique
- IV. Royauté
- V. Marine
- VI. Interlude
- VII. Being beauteous
- VIII. Parade
- IX. Départ (begint met de tekst Assez vu: Genoeg gezien)

De muziek is voor muzikale begrippen binnen de klassieke muziek van de 20e eeuw vrij melodieus; het gevolg van de opleiding door Bridge. Diezelfde Bridge is deels terug te vinden in de toonsoorten waarin dit werk geschreven is. Britten wisselt langzaam van Bes naar C, terwijl Bes toch min of meer op de achtergrond gehandhaafd blijft. Normaliter zou dat dissonantie geven, maar Bridge en Britten wisten dat grotendeels te voorkomen. De muziek is daarbij geschikt voor “hoge” zangstem, Wyss was mezzosopraan, Pears tenor. Begeleiding vindt alleen plaats door violen, altviolen, celli en contrabassen.

## Discografie
Dit werk is vanaf de ontstaansjaren talloze keren opgenomen en in diverse uitvoeringen. De opnamen die voor de radio waren gemaakt in de combinatie Pears, CBS Orchestra en Britten is daarbij ook verkrijgbaar (NMC Recordings 030) , Britten nam het werk later ook weer op.

## Aanvulling
Colin Matthews, die ooit in de studie was bij Britten, heeft de cyclus uitgebreid met de drie resterende verzen; de vierde Un prince était vexé voltooien lukte niet. Matthews maakte voor uitvoering geschikt:
- Fête d’hiver (door Britten abusievelijk Phrase benoemd, zie IIIa van de originele cyclus)
- Aube
- A une raison

Deze liederen kunnen als aanvulling dienen op de originele cyclus, maar na Brittens eigen afsluiting ("genoeg gezien") klinkt het toch eigenaardig. De opname met 13 delen is eveneens te koop via NMC Recordings (nummer 140) met daarbij een aantal reconstructies van andere onvoltooide werken zoals het klarinetconcert.